# Max Lebsche

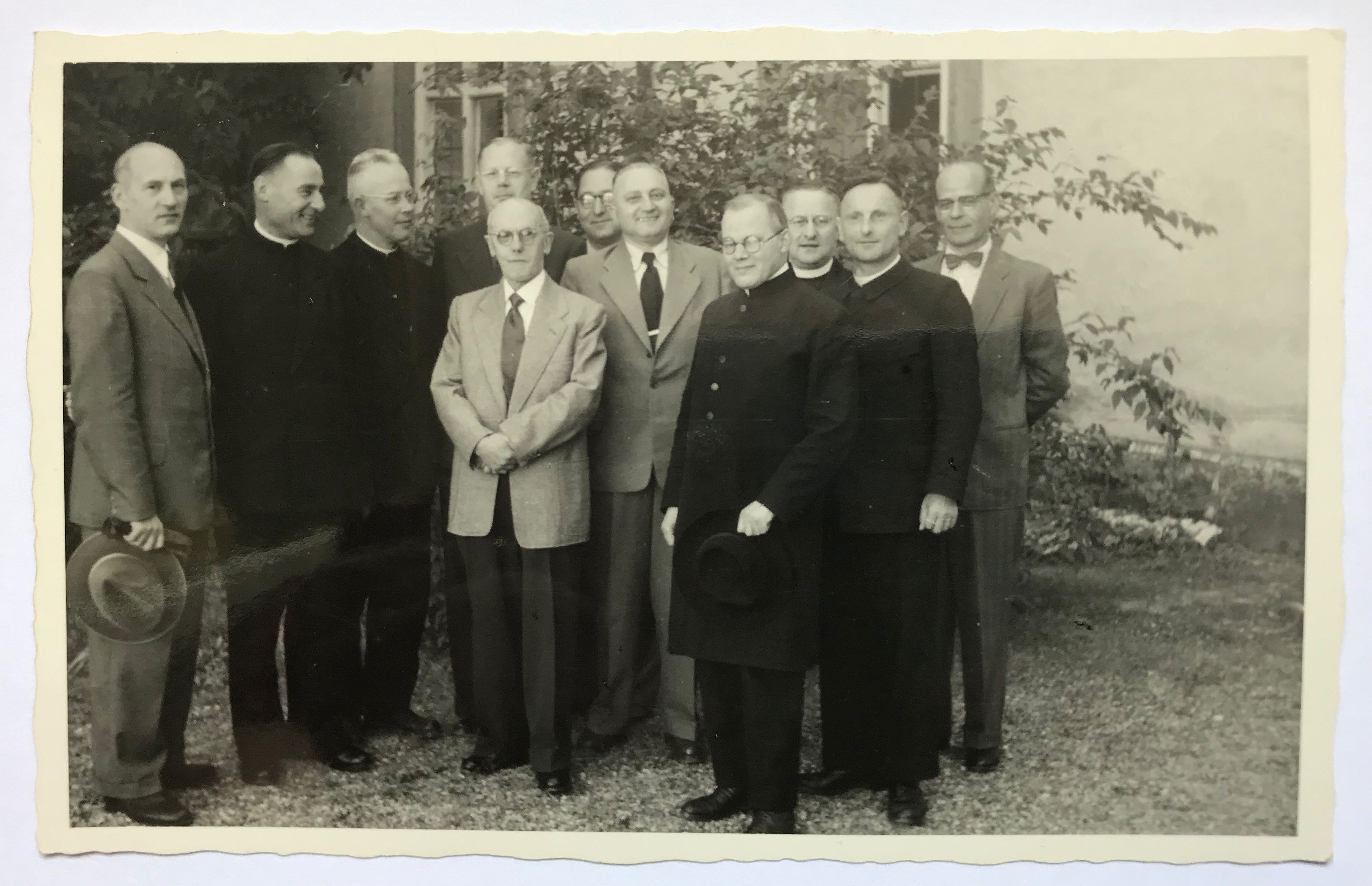
Max Lebsche (Vorne Mitte/Zentrum im hellen Sakko) während eines „Ehemaligentreffen“ der KBStV Rhaetia München, ca. 1955

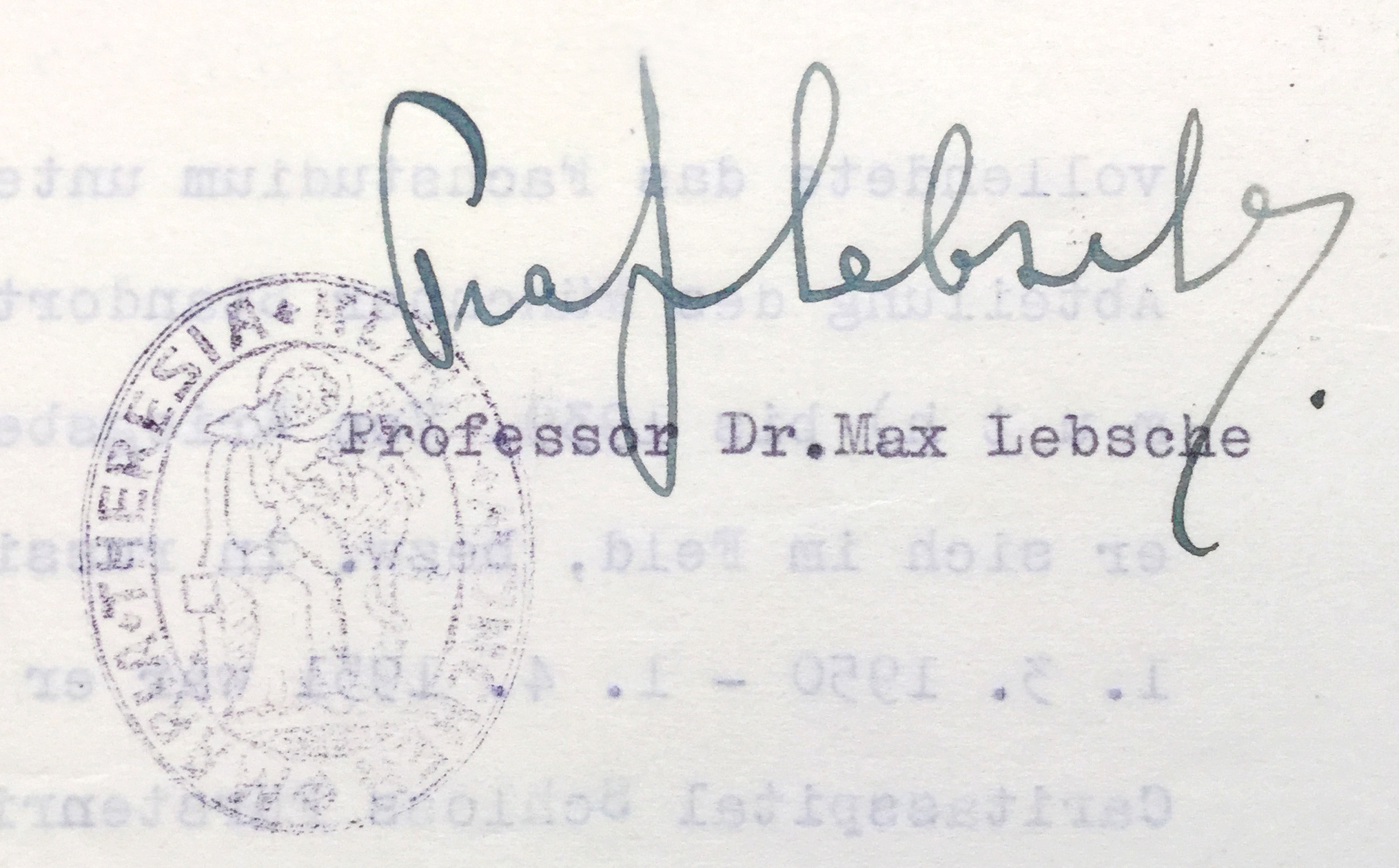
Signatur „Prof. Lebsche“

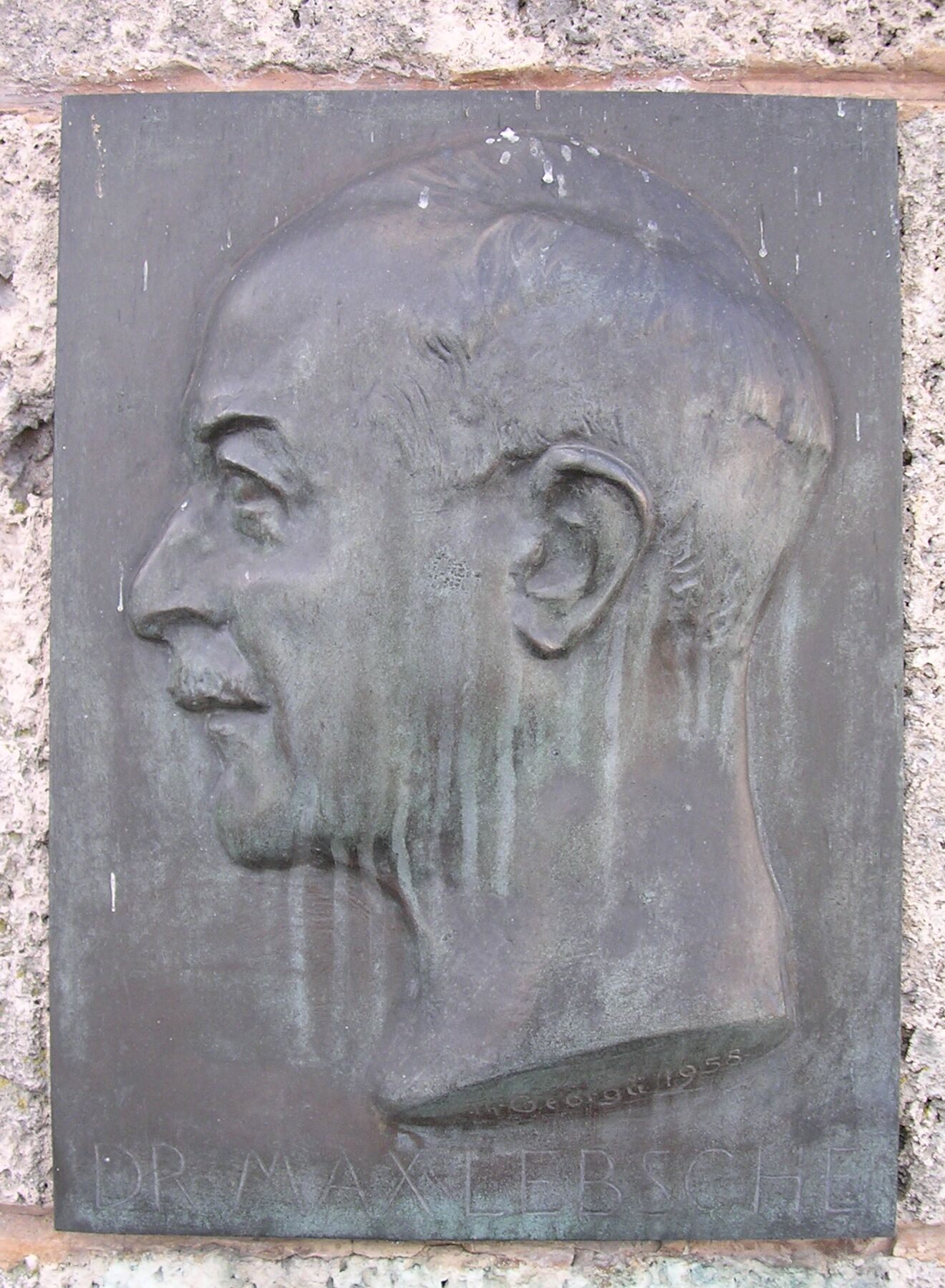
Porträt von Max Lebsche (auf einer Gedenktafel in Glonn)

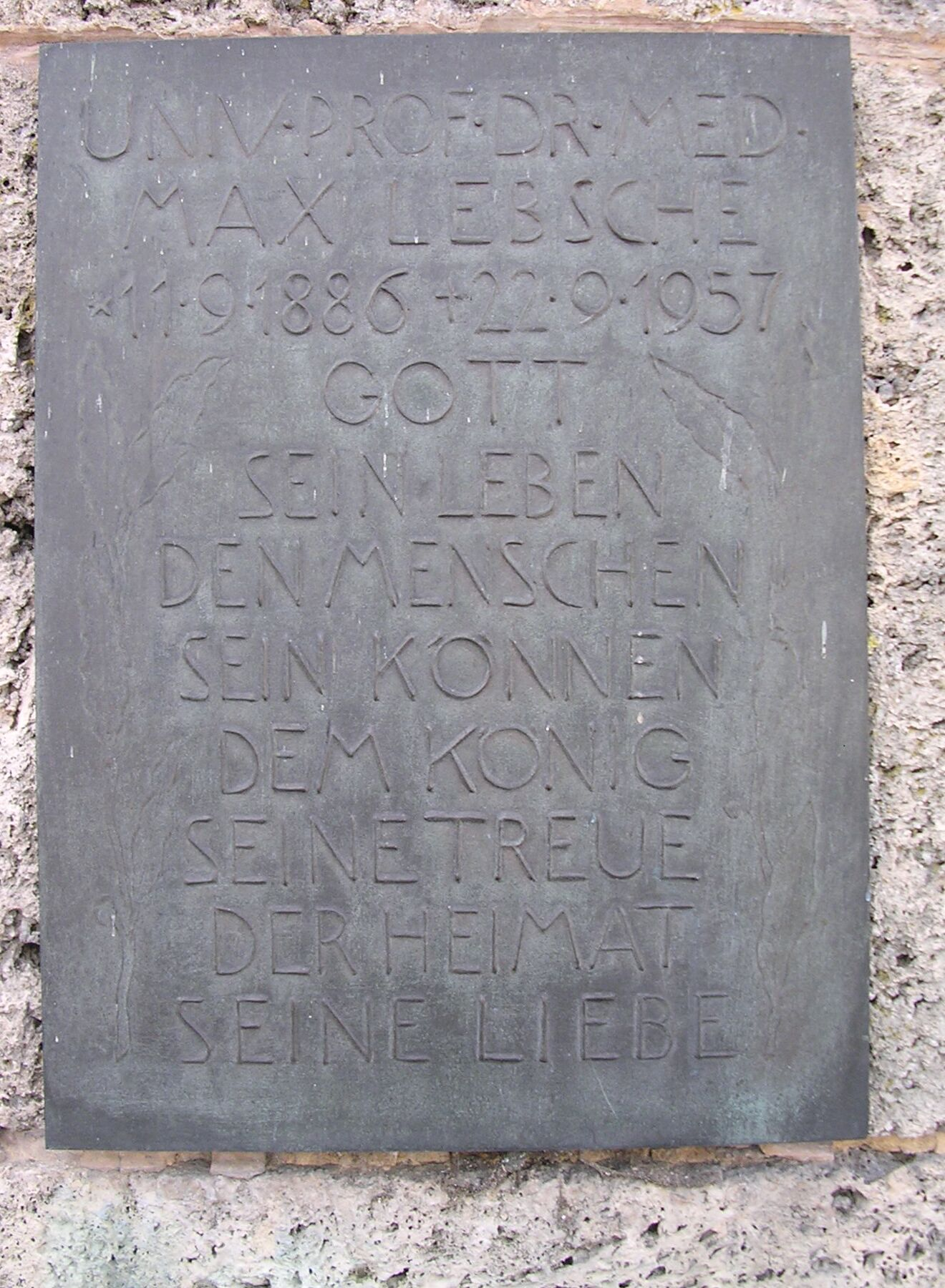
Gedenktafel in Glonn

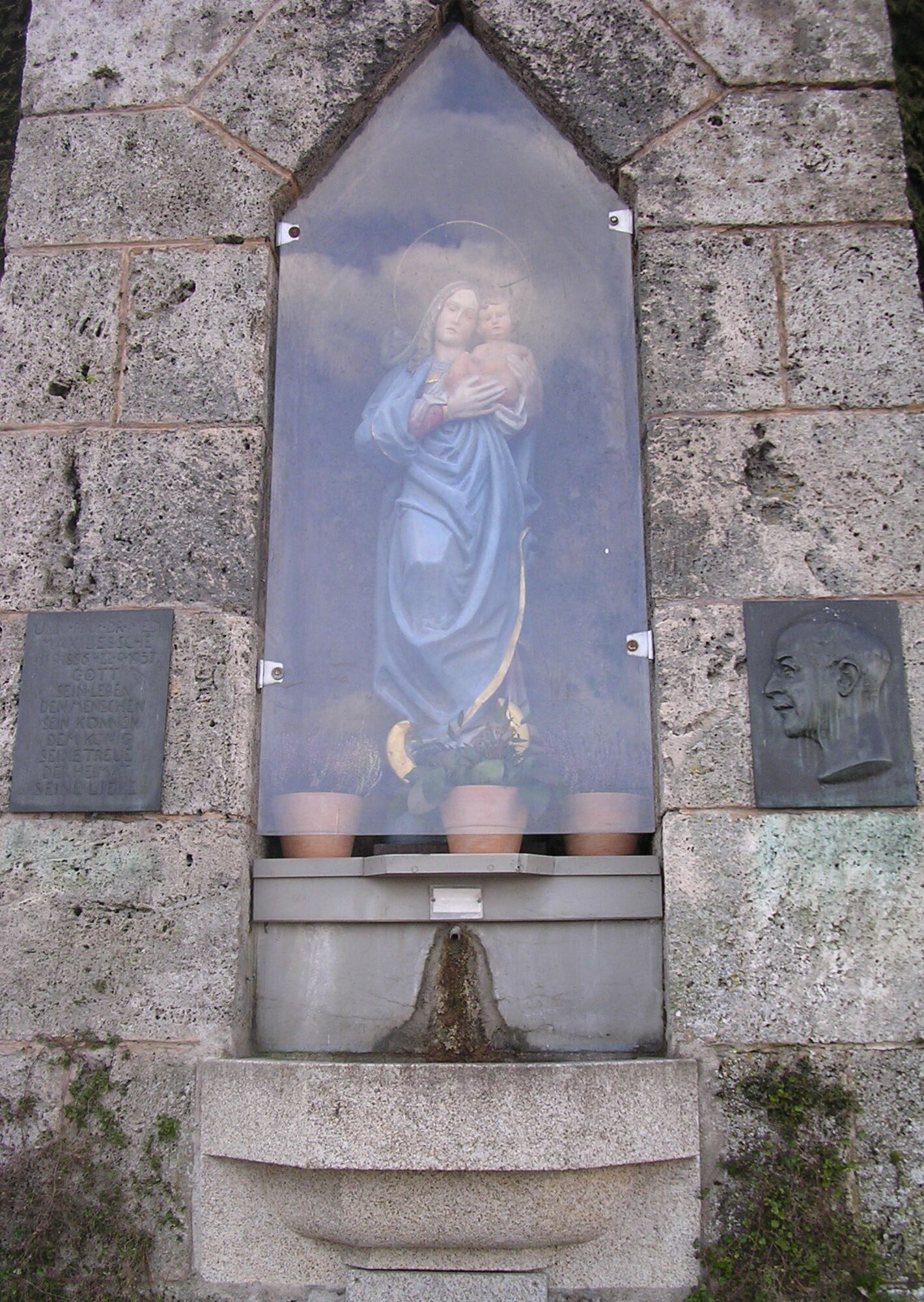
Marienbrunnen in Glonn mit Gedenktafeln

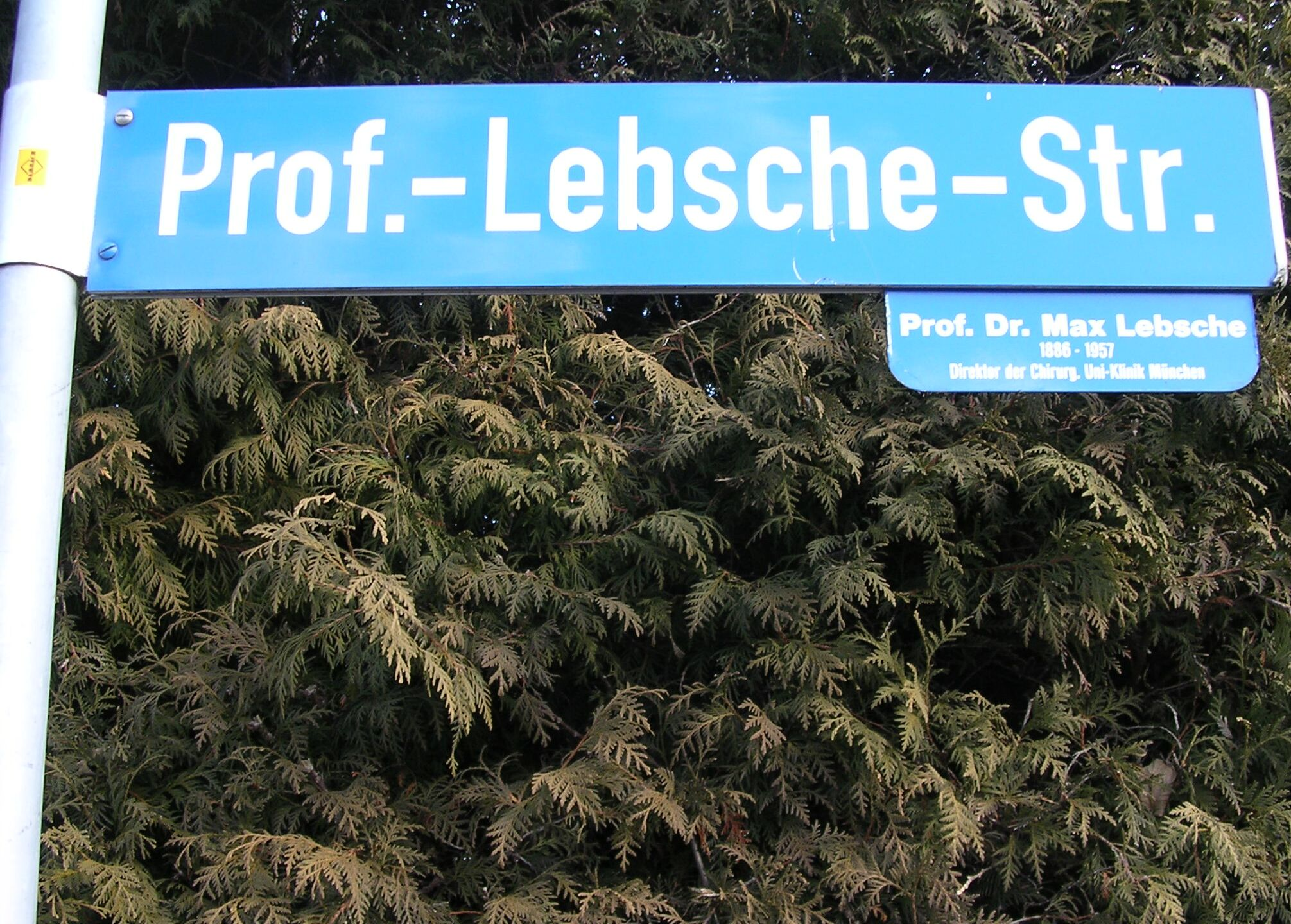
Straßenschild in Glonn

Max Lebsche (* 11. September 1886 in Glonn; † 22. September 1957 in München) war ein deutscher Chirurg und Gegner des Nationalsozialismus.

## Leben
Lebsches Vater war der Sanitätsrat und Bezirksarzt Max Lebsche (1858–1940), ein oberbayerischer Landarzt, der 1881 zu den Gründern der katholischen Studentenverbindung KBStV Rhaetia München gehörte. Seine Mutter Barbara, geborene Graf, Tochter eines Gastwirtsehepaars, lernte Max Lebsche sen. im Stammlokal der Rhaetia kennen und heiratete ihn 1885. Max Lebsche jun. war das älteste Kind der beiden, er hatte zwei jüngere Schwestern, Klara und Mathilde.
Max Lebsche besuchte die Volksschule in Glonn und danach das Wilhelmsgymnasium München, wo er 1905 das Abitur ablegte. Noch im selben Jahr trat er ebenfalls in die Rhaetia ein. Er studierte nun Medizin in München und Würzburg und absolvierte 1910 in München das Staatsexamen. Nach einigen Monaten als Medizinalpraktikant am Landeshospital Paderborn kehrte er nach München zurück und promovierte an der dortigen medizinischen Fakultät über das Thema Klinische und experimentelle Untersuchungen über den Wert der modernen Wunddesinfektion. Die Dissertation wurde mit „summa cum laude“ bewertet. 1912 erhielt Lebsche seine Approbation, und Ottmar von Angerer holte ihn als Assistenten an die Chirurgische Universitätsklinik in München.
Den Ersten Weltkrieg verbrachte Lebsche in einer Sanitätskompanie an der Westfront. Er publizierte in dieser Zeit auch zum Thema der Anforderungen an die Chirurgie auf dem Kriegsschauplatz. 1918 kehrte Lebsche an die Universitätsklinik in München zurück und soll dort Angerers Tod nach einem Herzinfarkt am Operationstisch miterlebt haben. Nachfolger Angerers als Ordinarius wurde Ernst Ferdinand Sauerbruch, der Lebsche eine Sonderstellung an der Klinik einräumte und eng mit ihm zusammenarbeitete. 1921 leitete Lebsche eine Sanitätskompanie des Freikorps Oberland bei der Niederschlagung des Oberschlesischen Aufstands und den Kämpfen um den St. Annaberg.
In der Folge veröffentlichte Lebsche eine Reihe wissenschaftlicher Schriften zur Chirurgie, unter anderem gemeinsam mit Sauerbruch einen Beitrag zur Behandlung bösartiger Tumoren. 1922 wurde er Oberarzt der Klinik, im selben Jahr habilitierte er sich bei Sauerbruch mit einem herzchirurgischen Thema: Versuche über Ausschaltung und Ersatz der Aorta (publiziert 1925). Er arbeitete auch an Sauerbruchs Buch Chirurgie der Brustorgane mit. 1926 bekam Lebsche den Titel eines außerordentlichen Professors verliehen, 1928, etwa ein Jahr nach Sauerbruchs Abgang an die Berliner Charité, erhielt er eine Stelle als außerordentlicher Professor für spezielle Chirurgie an der Medizinischen Fakultät und wurde Vorstand der Chirurgischen Universitäts-Poliklinik als Nachfolger von Erich von Redwitz.
Im Jahr 1930 gründete Lebsche in München zusätzlich eine Privatklinik mit 35 Betten, die Maria-Theresia-Klinik, in einem Gebäude am Bavariaring, das dem jüdischen Philanthropen James Loeb gehörte. Dieser hatte das Haus zunächst als Wohnhaus errichtet und später zunächst Emil Kraepelin für ein Forschungsinstitut zur Verfügung gestellt; zum Zeitpunkt von Lebsches Interessenbekundung 1929 beherbergte es ein Sanatorium. Mithilfe von Krediten Loebs konnte das Gebäude umgebaut und die Klinik im März 1930 eröffnet werden, mit Lebsche als Leiter. Als Ärzte fungierten Mitarbeiter Lebsches aus dem poliklinischen Institut der Universität. Die Pflege der Kranken oblag den Barmherzigen Schwestern vom hl. Vinzenz von Paul.
1932 übernahm Lebsche in seiner Studentenverbindung das Amt des Philisterseniors. Er soll gemäß seiner Biografin Lucia Beer in dieser Funktion versucht haben, den Erklärungen der deutschen Bischöfe von 1932 zur Unvereinbarkeit der Mitgliedschaft in nationalsozialistischen und katholischen Organisationen in der Rhaetia Nachdruck zu verleihen. Nach eigenen späteren Angaben glaubte er, als Kriegsteilnehmer und Freikorpskämpfer von der nationalen Seite her kaum angreifbar zu sein. Am 2. April 1936 teilte ihm der Dekan der medizinischen Fakultät mit, dass er emeritiert und als Professor entlassen sei; ein Jahr später erhielt er die schriftliche Bestätigung, dass man ihn aufgrund § 6 des Gesetzes zur Wiederherstellung des Berufsbeamtentums in den vorzeitigen Ruhestand versetzt habe. Diese Maßnahme wird von Lucia Beer in Verbindung gebracht mit seinen Aktivitäten als Philistersenior 1932. Sie vermutet, dass das ehemalige Rhaetia-Mitglied Friedrich Wilhelm Starck dabei die Hände im Spiel hatte. Lebsche konzentrierte sich nunmehr auf seine Privatklinik. 1939 kaufte er das Gebäude den Erben Loebs ab, offenbar im Zusammenhang der Arisierung. Am 12. Juni 1943 organisierte er in der Klinik ein geheimes Treffen von Stadtpfarrer Emil Muhler mit dem Jesuitenprovinzial P. Augustin Rösch S.J., bei dem Rösch über die drohende Beschlagnahme von 24 Klöstern in Elsass und Lothringen informiert wurde.
Mit Beginn des Zweiten Weltkriegs meldete sich Lebsche freiwillig zum Kriegsdienst. Man übertrug ihm die Leitung der chirurgischen Abteilung des Standortlazaretts München I. 1944 musste dieses wegen Bombenschäden in das Schloss Fürstenried verlegt werden, weiterhin unter Leitung von Lebsche.
Nach dem Zweiten Weltkrieg erhielt Lebsche bald alle seine Funktionen und Ämter zurück. Zum 1. Januar 1947 wurde er auf eine ordentliche Professur an der Ludwig-Maximilians-Universität berufen und leitete nun die Chirurgische Universitätsklinik, wo auch Emil Karl Frey wirkte. Er blieb zugleich Leiter der Maria-Theresia-Klinik und des Fürstenrieder Lazaretts, das sich zu einem Hauptstandort für Schwerkriegsbeschädigte entwickelte, denen ein Sauerbruch-Arm angepasst wurde: Dort umfasste das Krankengut in zehn Jahren 1175 Amputierte, 850 Operationen führte Lebsche selbst aus. Im Laufe des Jahres trat er aber nach einer schweren Krankheit von seinen öffentlichen Ämtern zurück und konzentrierte sich erneut auf die Leitung seiner Privatklinik. Die Jewish Restitution Successor Organization beanstandete den 1939 erfolgten Kauf des Gebäudes am Bavariaring. Lebsche hielt den Kauf für rechtmäßig und ging vor Gericht, jedoch erfolglos. Das Ergebnis war, dass die Klinik 1952 an die Barmherzigen Schwestern vom hl. Vinzenz von Paul überging, Lebsche aber die ärztliche Leitung behalten konnte.
Zudem beteiligte sich Lebsche an der Neugründung der Bayerischen Heimat- und Königspartei, die 1919 gegründet und 1933 aufgelöst worden war. Sie wurde 1946 von der Militärregierung für einige Monate zugelassen, dann wieder verboten und im Juli 1950 neu gegründet. Lebsche blieb bis zu seinem Tod Vorsitzender dieser Partei, die jedoch nie politische Bedeutung erlangte.
1954 wurde Lebsche emeritiert. Er erlitt 1955 einen ersten Herzinfarkt, arbeitete aber weiter. 1957 ereilte ihn ein zweiter Herzinfarkt in seinem Arbeitszimmer in der Maria-Theresia-Klinik, an dem er starb. Er wurde im Familiengrab in Glonn beigesetzt.
1957 wurde er von Kardinal-Großmeister Nicola Kardinal Canali zum Ritter des Päpstlichen Ritterordens vom Heiligen Grab zu Jerusalem ernannt und am 30. April 1957 in München durch Lorenz Jaeger, Großprior der deutschen Statthalterei, investiert. Er war zudem Malteserritter.

## Gedenken
Für seine Erfolge in der Chirurgie, seine militärischen Einsätze, sein politisches Wirken und sein Engagement für Bedürftige erhielt er mehrere Orden, Auszeichnungen und Ehrenmitgliedschaften. Nach Lebsche sind mehrere Straßen und Plätze in Oberbayern, wie z. B. der „Max-Lebsche-Platz“ vor dem Klinikum Großhadern der Ludwig-Maximilians-Universität München benannt. In seinem Heimatort Glonn ist die Hauptstraße nach ihm benannt, zu seinem Gedenken wurde dort an der Ecke Prof.Lebsche-Str./Feldkirchner Str. (seinem Wohnhaus) ein kleiner Marien-Brunnen mit zwei Gedenktafeln erweitert.